# Kim Nam-chun
Đây là một tên người Triều Tiên, họ là Kim.
Kim Nam-chun (tiếng Hàn: 김남춘; sinh ngày 19 tháng 4 năm 1989) là một cầu thủ bóng đá Hàn Quốc thi đấu ở vị trí hậu vệ cho Sangju Sangmu.
Anh ra mắt ngày 1 tháng 5 năm 2013 tại vòng bảng của Giải vô địch bóng đá các câu lạc bộ châu Á 2013.
Anh ghi bàn thắng đầu tiên ngày 9 tháng 10 năm 2014 tại K League Classic.